# Marie-Thérèse Figueur
Marie-Thérèse Figueur, detta Madame Sans-Gêne (Talmay, 17 gennaio 1774 – Parigi, 16 gennaio 1861), è stata una militare francese, combatté fra le Guerre rivoluzionarie francesi e le Guerre napoleoniche. A differenza di altre donne soldato prima del XIX secolo, fin dal suo arruolamento non nascose mai il proprio genere né durante il suo servizio prestato nell'Armée révolutionnaire française né all'interno della Grande Armée napoleonica.

## Biografia
Secondo la sua biografia Marie-Thérèse Figueur era nata nella cittadina di Talmay vicino Digione, rimase orfana a nove anni, e fu affidata allo zio materno, ufficiale in un reggimento di fanteria. In base alla sua stessa testimonianza autobiografica, detta in età avanzata allo scrittore e appassionato di storia Pierre-Étienne-Denis Leduc, la sua carriera militare non ebbe inizio in favore dei rivoluzionari francesi, dal momento che suo zio era uno strenuo sostenitore lealista, per questo motivo si unì alle rivolte federaliste controrivoluzionarie scoppiate nelle province francesi nel 1793 come conseguenza dell'arresto e l'esecuzione dei deputati girondini all'interno della Convenzione nazionale. 

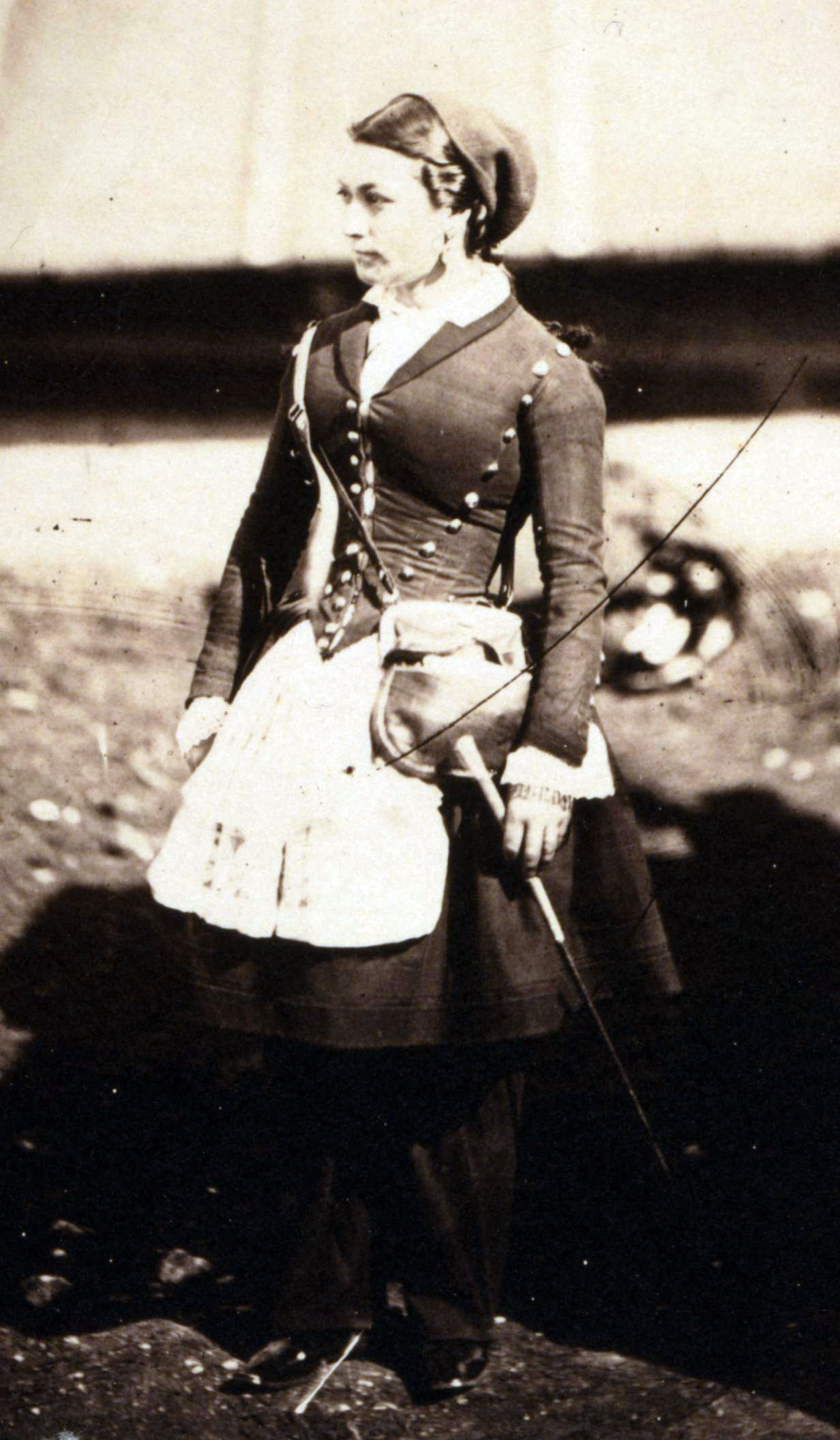
Foto di una cantinière francese sul campo di battaglia durante la Guerra di Crimea, scattata nel 1855 da Roger Fenton.

Arruolatasi come volontaria in una unità di artiglieria comandata da suo zio con il grado di capitano, venne tuttavia fatta prigioniera dalle forze rivoluzionarie e convinta a cambiare fronte arruolandosi a diciannove anni come cantinière (vivandiera) in una unità di cavalleria all'interno della Légion des Allobroges, composta principalmente da volontari svizzeri, piemontesi e savoiardi, comandata dal Colonnello Pinon. Occorre osservare che J. Delagny, nella sua biografia dal titolo La Femme-dragon, dit Sans-Gêne pubblicata a Parigi nel 1861 sostiene che la sua cattura e la sua defezione accaddero a Marsiglia e non ad Avignone, come risulterebbe invece dalla sua autobiografia, ed afferma inoltre che Marie-Thérèse aveva allora quattordici anni, modificando la data di nascita al 1779; il Barone Marcellin Marbot sostiene nelle sue Memoirs, confondendo ancor più le acque, che l'evento accadde invece a Lione.

Molto probabilmente la sua prima battaglia fu l'Assedio di Tolone del 1793, nel quale venne ferita guadagnandosi da subito il soprannome con la quale divenne celebre di petit Sans-Gêne. Sempre secondo le sue memorie autobiografiche, fu in questa occasione che conobbe Napoleone, allora giovane comandante d'artiglieria.

Dopo l'assedio di Tolone, la sua unità venne riorganizzata all'interno dell'Armée révolutionnaire française e unita al 15° reggimento Dragoni, con quartiere a Castres. Fu qui che venne addestrata al combattimento a cavallo e alle manovre di schieramento in combattimento, così come all'uso delle armi da fuoco e della sciabola. La sua unità venne assegnata alla Armée des Pyrénées Orientales, per la campagna militare del 1793-94, dove ebbe occasione di dimostrare nuovamente il suo coraggio salvando la vita al generale Jean-François-Xavier Noguès, ferito gravemente sul campo di battaglia. Nonostante le venisse offerta la promozione al grado di caporale, la giovane Figueur declinò.

Nel 1796 lasciò il 15° reggimento Dragoni e si unì all'8° reggimento Ussari, acquartierato a Digione, e si unì in matrimonio con un suo commilitone, Henri Commarmot. La sua unità venne assegnata all'Armée du Rhin, nel dicembre del 1797, partecipando all'invasione della Svizzera. Quando suo marito fu trasferito in un altro reggimento, la Figueur rimase tra gli Ussari fino al novembre del 1798, quando scelse di tornare nella sua vecchia unità che, all'epoca, si era trasferita in larga parte in Egitto, mentre la Figueur venne riassegnata al 9° reggimento Dragoni per la Campagna d'Italia. Mentre partecipava alla Battaglia di Genola fu ferita da quattro colpi di sciabola, e fatta prigioniera, ma riuscì a fuggire e a raggiungere le linee francesi. I combattimenti in montagna contro i partigiani svizzeri che affiancavano la spedizione austro-russa del generale Alexander Suvorov nella sua campagna contro le armate napoleoniche in Italia, aggravarono pesantemente le conseguenze delle ferite riportate nelle precedente campagna, al punto da indurre la Figueur ad accettare l'invito a congedarsi con la garanzia di una pensione annuale di guerra di 200 franchi, una cifra che rappresentava più del doppio della paga di un normale soldato. 

Dopo una lunga convalescenza, la Figueur decise di arruolarsi nuovamente come volontaria, nel 9º reggimento Dragoni, nel 1802. Secondo le sue memorie autobiografiche le venne concessi diversi privilegi attribuiti ad un ufficiale, e divenne oggetto di curiosità nell'alta società, che culminò con un invito a pranzo con Napoleone, ora diventato Primo console di Francia. Per dieci giorni ricoprì l'incarico di attendente di Giuseppina Bonaparte presso la residenza di Château de Saint-Cloud, tuttavia la vita inattiva dell'alta società le venne subito a noia, chiedendo di essere riassegnata alla suo reggimento che aveva ora il suo quartier generale a Parigi dove rimase in servizio fino al 1805, quando il generale Pierre François Charles Augereau, del quale godeva grande stima, la nominò ufficiale aiutante di campo al servizio di sua moglie. In quello stesso anno fu proposta, ma senza successo, per ricevere l'onorificenza della medaglia della Legion d'onore. 

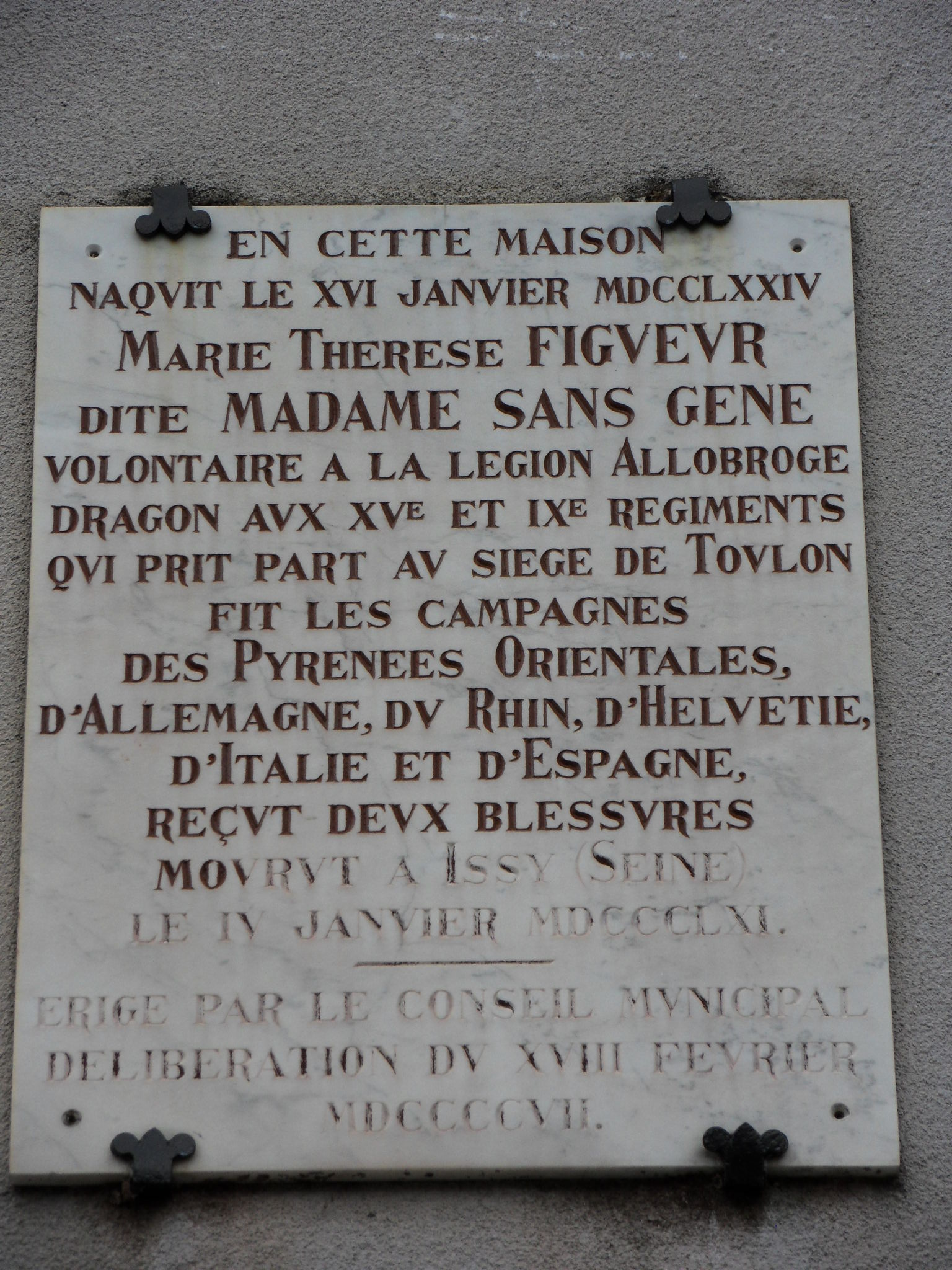
Placca commemorativa di Marie-Thérèse Figueur presso la sua casa natale presso Talmay.

A seguito di un diverbio con il generale Augereau, la Figueur fece ritorno nel servizio attivo all'interno del suo vecchio reggimento, ma fu nuovamente ferita nei pressi di Linz nel febbraio 1806 e costretta al ritiro. Dopo ripetute richieste di tornare sul campo di battaglia e, dopo numerosi appelli, fu nuovamente reclutata dal generale Jérôme Soulès per un nuovo reggimento della Guardia imperiale napoleonica, inviata a combattere nell'assedio di Burgos nel 1812. Fu in questa occasione che fu fatta prigioniera dalla guerriglia spagnola capitanata dal sacerdote Jerónimo Merino, e deportata in Inghilterra come prigioniero di guerra. Dopo l'abdicazione di Napoleone, venne rilasciata e fece ritorno in Francia, e il generale Charles Lefebvre-Desnouettes la riassegnò al glorioso corpo di guardia a cavallo dei Chasseurs à cheval de la Garde impériale, una unità di cavalleria leggera appartenente alla Garde des consuls. Nel periodo dei Cento giorni di Napoleone, il suo reggimento tornò sul campo di battaglia e fu sconfitto a Waterloo, alla quale la Figueur tuttavia non partecipò di persona. Durante gli ultimi combattimenti intorno a Parigi dell'Armée du Nord napoleonica, in assenza di una nuova assegnazione in una unità di combattimento, la Figueur si offrì di prestare nuovamente servizio come cantinière, partecipando così per l'ultima volta al servizio attivo sul campo di battaglia.

Tornata nei panni civili, aprì un ristorante Table d'hôte in società con la celebre pioniera del viaggio in mongolfiera Jeanne Geneviève Garnerin, vedova dell'altrettanto celebre inventore francese André-Jacques Garnerin. Nel luglio del 1818 si unì in matrimonio con un amico d'infanzia, Clément Joseph Melchior Sutter, ora ufficiale anziano in un prestigioso reggimento della guardia reale. Napoleone III le garantì una pensione aggiuntiva che le consentì di ritirarsi definitivamente in un ospizio presso Issy-les-Moulineaux, in compagnia del sergente Virginie Ghesquiere, la prima donna soldato francese a ricevere la Legion d'onore. Dopo la sua morte nel 1861 presso l'ospizio parigino hospice des Petits Ménages, la sua celebrità per tutto il XIX secolo si mantenne talmente vivida che il commediografo francese Victorien Sardou si appropriò del suo nom de guerre per dare il titolo alla sua commedia omonima rappresentata per la prima volta il 27 ottobre 1893 presso il Théâtre du Vaudeville di Parigi. Questa commedia, in realtà, attribuisce il soprannome di Madame Sans-Gêne alla nobildonna Catherine Hübscher, moglie del colonnello François Joseph Lefebvre. Nel 1986 la scrittrice francese Colette Piat ha pubblicato il romanzo biografico Thérèse Figueur ou la Vraie Madame-Sans-Gênes ispirandosi al vero personaggio storico della celebre donna-soldato francese. 